# Trichonephila antipodiana
Espèce
Synonymes
- Epeira antipodiana Walckenaer, 1841
- Epeira imperialis Doleschall, 1857 nec Walckenaer, 1805
- Nephila ornata Blackwall, 1864 nec Adams, 1847
- Nephila baeri Simon, 1877
- Nephila holmerae Thorell, 1881
- Nephila laurinae Thorell, 1881
- Nephila nigritarsis insulicola Pocock, 1900
- Nephila imperialis novae-mecklenburgiae Strand, 1911
- Nephila ambigua Kulczyński, 1911
- Nephila sarasinorum Merian, 1911
- Nephila celebesiana Strand, 1915

Trichonephila antipodiana est une espèce d'araignées aranéomorphes de la famille des Araneidae.

## Distribution
Cette espèce se rencontre en Chine à Hainan, en Birmanie, en Thaïlande, au Cambodge, aux Philippines, à Singapour, en Indonésie, en Papouasie-Nouvelle-Guinée, aux îles Salomon et en Australie au Queensland dans les îles du détroit de Torrès et sur l'île Christmas,.

## Description

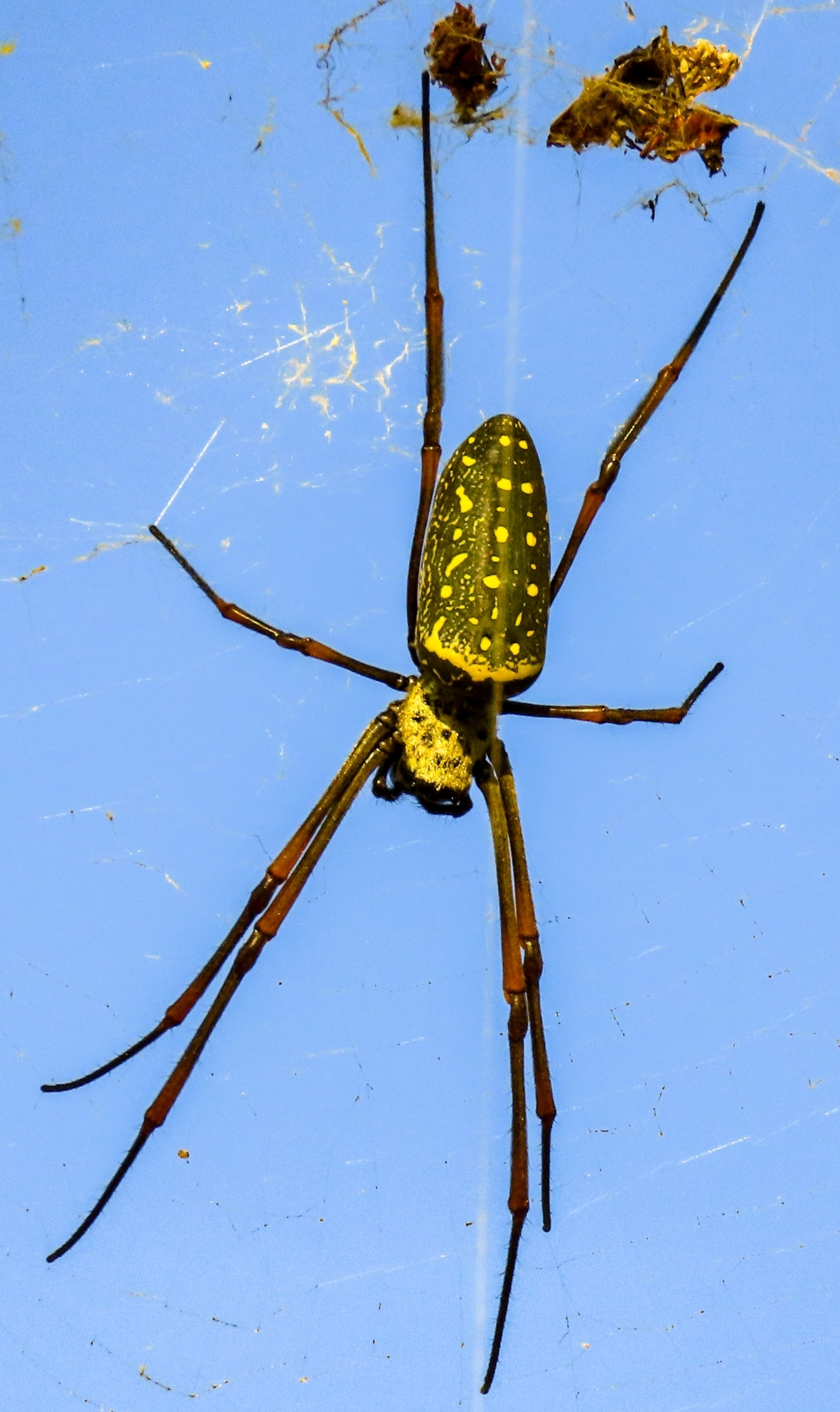
Trichonephila antipodiana

Le mâle décrit par Harvey, Austin et Adams en 2007 mesure 2,8 mm et la femelle 27,3 mm.

## Systématique et taxinomie
Cette espèce a été décrite sous le protonyme Epeira antipodiana par Walckenaer en 1841. Elle est placée dans le genre Nephila par Dahl en 1912 puis dans le genre Trichonephila par Kuntner et al. en 2019.
Nephila ornata, Nephila baeri et Nephila holmerae ont été placées en synonymie par Dahl en 1912.
Epeira imperialis, Nephila laurinae, Nephila nigritarsis insulicola, Nephila imperialis novae-mecklenburgiae, Nephila ambigua, Nephila sarasinorum et Nephila celebesiana ont été placées en synonymie par Harvey, Austin et Adams en 2007.

## Publication originale
- Walckenaer, 1841 : Histoire naturelle des Insectes. Aptères. Paris, vol. 2, p. 1-549 (texte intégral).